# Cambridge Cottage

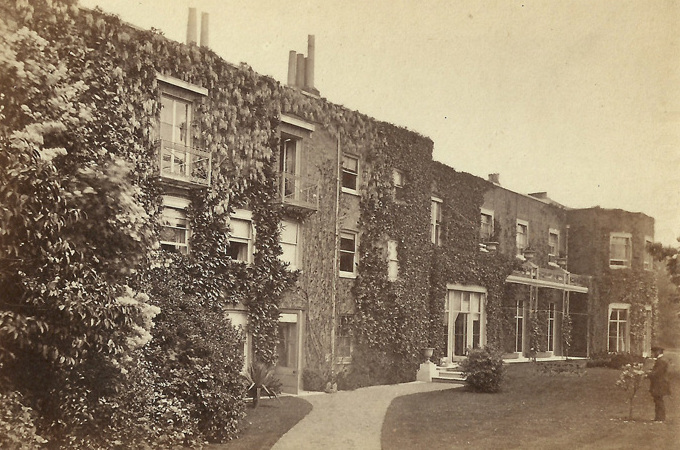
Vista de la fachada al jardín de Cambridge Cottage en 1865

Cambridge cottage es un edificio situado en los jardines de Kew al oeste de Londres. Sirvió como residencia a algunos príncipes de la familia real británica principalmente durante el siglo XIX.

## Historia
A finales del siglo XVIII sirvió de residencia para los jóvenes príncipes Guillermo (futuro Guillermo IV del Reino Unido) y Eduardo (padre de la futura reina Victoria), hijos de Jorge III del Reino Unido y su tutor.
Hacia 1837, otro hijo de Jorge III, Adolfo volvió al Reino Unido tras haber sido virrey en el reino de Hannover. En ese momento toma la casa como residencia suburbana.
En 1850 a la muerte de Adolfo del Reino Unido, la casa pasa a ser propiedad de su mujer, Augusta de Hesse-Cassel.
En 1866 se celebró en la casa y los jardines la boda de María Adelaida de Cambridge con Francisco de Teck, padre de María de Teck, futura reina consorte de Gran Bretaña.
En la actualidad es utilizado para eventos.

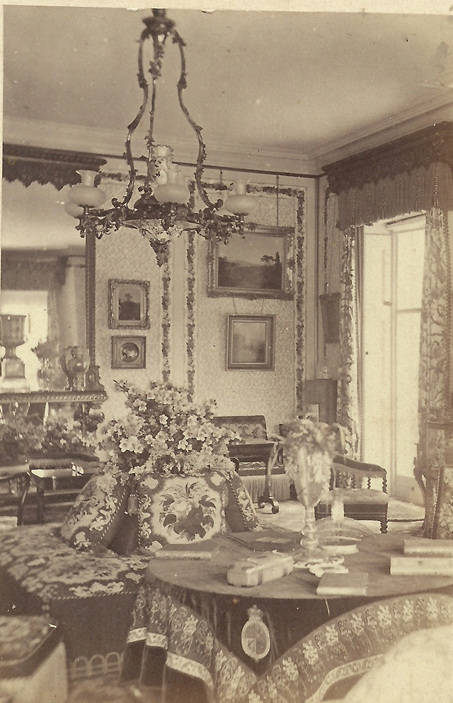
Vista del drawing-room del Cambridge Cottage

## Descripción
El edificio estaba formado en un principio por diferentes edificios, que fueron unidos a principios del siglo XIX. Cuenta con una fachada principal con orientación este y una fachada a jardín. 
Hacia la década de 1860 contaba con un comedor, un cuarto de billar y un drawing-room orientados hacia el jardín.
El edificio está rodeado por grandes jardines.

### Individuales
1. ↑  Annual Register (en inglés). J. Dodsley. 1851. p. 246. Consultado el 24 de abril de 2022.
2. ↑  Fraser, Flora (11 de marzo de 2012). Princesses: The Six Daughters of George III (en inglés). A&C Black. ISBN 978-1-4088-3253-0. Consultado el 24 de abril de 2022.
3. ↑  «Cambridge Cottage | Kew». Real jardín botánico de Kew. Consultado el 24 de abril de 2022.